# Талисман Трона

Талисман Трона (англ. Talisman of the Throne) — исторический драгоценный камень, розовая благородная шпинель, находящаяся на данный момент в коллекции музея исламского искусства Дар аль-Асар аль-Исламийя в Кувейте. Своё название камень получил благодаря тому, что некогда он был частью знаменитого Павлиньего трона. На камне выгравированы имена некоторых из его владельцев, по которым можно проследить его исторический путь: Улугбек, Аббас I, Джахангир, Шах-Джахан, Аламгир-шах и Ахмад-шах Дуррани. Масса Талисмана Трона составляет 249,3 карата. Гравировка с именем Улугбека — это самый ранний пример подобной гравировки в виде имени на драгоценном камне, дошедший до наших дней. Талисман Трона часто экспонируется на выставках в разных музеях мира — так, в 2014 году его можно было увидеть на выставке «Индия. Драгоценности, покорившие мир» в Музеях Московского Кремля.

## История камня
Джахангир в своей автобиографии «Джахангир-наме» писал про Талисман Трона, что этот камень весом в 12 танков (то же, что 12 мискалей, это составляет 288 или 312 рати, то есть 248,20 или 268,88 карата; первый вес ближе к фактическому) поступил в ювелирную палату Улугбека от персидского шаха ближе к концу XV века. С течением времени и по превратностям судьбы он перешёл в руки Сефевидов. На нём была надпись шрифтом насх: «Улугбек бин Мир Шахрух бин Мир Тимур Гурган». Аббас Великий приказал вырезать ещё одну надпись шрифтом насталик: «Банда-йи шах-и вилайат ʽАббас». Впоследствии Аббас приказал вставить драгоценный камень в украшение тюрбана и отослать своему другу Джахангиру в качестве подарка. Джахангир, видя, что камень принадлежал его предкам, воспринял это как благословение и приказал выгравировать на нём слова «Джахангир-шах бин Акбар-шах» и текущую дату. Через несколько дней, когда пришло известие о завоевании Декана, Джахангир отдал камень принцу Хурраму (впоследствии известному, как Шах-Джахан).
Хроника правления Шах-Джахана «Бадшах-наме» сообщает, что Талисман Трона был установлен в средней пластине перил Павлиньего трона. Благодаря этому камень получил своё название. На тот момент он был оценён в лакх рупий.
В 1739 году Надир-шах вместе с другими сокровищами Великих Моголов захватил и вывез Павлиний трон в Исфахан, где из него было извлечено золото и драгоценные камни. В неразберихе после убийства Надир-шаха в 1747 году Талисманом Трона завладел один из его военачальников, будущий основатель Дурранийской империи Ахмад-шах Дуррани (его имя — последнее, выгравированное на этом камне). В дальнейшем Талисман Трона попал в коллекцию низамов Хайдарабада, где его в 1888 году упоминает леди Маргарет Вильерс, а в 1996 году шейх Насер Сабах аль-Ахмед ас-Сабах при посредничестве женевского ювелира Герберта Горовица договорился о его покупке с ювелиром из Хайдарабада Садруддином Джавери, которого в 1990 году назначил председателем «Частного поместья низама» титулярный низам Хайдарабада Мукаррам Джах. Так Талисман Трона оказался в коллекции музея исламского искусства Дар аль-Асар аль-Исламийя.

## Неверная атрибутация
Многие публикации ошибочно называют этот камень «Рубин Тимура», хотя это название относится к другой исторической шпинели, находящейся во владении короны Британии.